# Jan Jiří Rückl
Jan Jiří Rückl KGCHS (12. května 1900 Včelnička – 24. srpna 1938 Praha) byl český sklářský průmyslník, politik a publicista.

## Život
Pocházel ze sklářské rodiny Rücklů. Absolvoval Sorbonnu, kde získal titul doktor práv. Ve Francii poté působil během 20. let u československé kolonie. Jeho rodina byla katolická a on si vybudoval dobré kontakty s papežem. Když se Rückl zúčastnil příprav svatováclavského jubilea 1929, zvolil si ho papež za svého komořího a později se mu dostalo i dalších vysokých církevních vyznamenání. V Československu se angažoval jako politik Československé strany lidové, zejména důležitá byla jeho spolupráce s Edvardem Benešem, dokonce v roce 1935 přispěl v jednáních k jeho zvolení prezidentem. Od roku 1933 působil jako zemský náčelník Mladé generace Československé strany lidové v Čechách. Vedle toho vedl rodinnou sklárnu a publikoval práce na téma podnikání a ekonomika. Rückl se významně zasloužil o zřízení československého místodržitelství Řádu Božího hrobu, jehož byl prvním představitelem.
Zemřel na leukémii a je pohřben na Vyšehradě.